# Parabathymyrus karrerae
Parabathymyrus karrerae är en fiskart som beskrevs av Karmovskaya, 1991. Parabathymyrus karrerae ingår i släktet Parabathymyrus och familjen havsålar. Inga underarter finns listade i Catalogue of Life.